# Quận Martin, North Carolina
Quận Martin là một quận nằm ở tiểu bang Bắc Carolina.  Tại thời điểm năm 2000, quận có dân số 25.593 người. Quận lỵ đóng ở Williamston6.

## History
Quận được lập ngày năm 1774 từ khu vực đông nam của quận Halifax và phía tây quận Tyrrell. Quận được đặt tên theo Josiah Martin.

## Địa lý
Theo Cục điều tra dân số Hoa Kỳ, quận có tổng diện tích 461 square miles (1.195 km²), trong đó, 461 dặm Anh vuông (1.194 km²) là diện tích đất và 0 dặm Anh vuông (1 km²) trong tổng diện tích (0,07%) là diện tích mặt nước.

### Các thị trấn
Quận được chia thành 10 xã: Bear Grass, Cross Roads, Goose Nest, Griffins, Hamilton, Jamesville, Poplar Point, Robersonville, Williams, và Williamston.

### Các quận giáp ranh
- Quận Bertie, Bắc Carolina - Đông bắc
- Quận Washington, Bắc Carolina - Đông
- Quận Beaufort, Bắc Carolina - Đông nam
- Quận Pitt, Bắc Carolina - Tây nam
- Quận Edgecombe, Bắc Carolina - Tây
- Quận Halifax, Bắc Carolina - Tây bắc

## Thông tin nhân khẩu
Theo cuộc điều tra dân số2 tiến hành năm 2000, quận này có dân số 25.593 người, 10.020 hộ, và 7.194 gia đình sinh sống trong quận này. Mật độ dân số là 56 người trên mỗi dặm Anh vuông (21/km²). Đã có 10.930 đơn vị nhà ở với một mật độ bình quân là 24 trên mỗi dặm Anh vuông (9/km²).  Cơ cấu chủng tộc của dân cư sinh sống tại quận này gồm 52,54% người da trắng, 45,37% người da đen hoặc người Mỹ gốc Phi, 0,29% người thổ dân châu Mỹ, 0,24% người gốc châu Á, 0,03% người các đảo Thái Bình Dương, 0,90% từ các chủng tộc khác, và 0,63% từ hai hay nhiều chủng tộc.  2,06% dân số là người Hispanic hoặc người Latin thuộc bất cứ chủng tộc nào.
Có 10,020 hộ trong đó có 31,60% có con cái dưới tuổi 18 sống chung với họ, 50,30% là những cặp kết hôn sinh sống với nhau, 17,60% có một chủ hộ là nữ không có chồng sống cùng, và 28,20% là không gia đình. 25,70% trong tất cả các hộ gồm các cá nhân và 11,90% có người sinh sống một mình và có độ tuổi 65 tuổi hay già hơn.  Quy mô trung bình của hộ là 2,53 còn quy mô trung bình của gia đình là 3,02,
Phân bố độ tuổi của cư dân sinh sống trong huyện là 25,50% dưới độ tuổi 18, 7,50% từ 18 đến 24, 26,80% từ 25 đến 44, 25,00% từ 45 đến 64, và 15,20% người có độ tuổi 65 tuổi hay già hơn.  Độ tuổi trung bình là 39 tuổi. Cứ mỗi 100 nữ giới thì có 86,50 nam giới. Cứ mỗi 100 nữ giới có độ tuổi 18 và lớn hơn thì, có 81,80 nam giới.
Thu nhập bình quân của một hộ ở quận này là 28.793 USD, và thu nhập bình quân của một gia đình ở quận này là 35.428 đô la Mỹ, Nam giới có thu nhập bình quân $29.818 so với mức thu nhập 19.167 USD đối với nữ giới. Thu nhập bình quân đầu người của quận là 15.102 USD, Khoảng 16,30% gia đình và 20,20% dân số sống dưới ngưỡng nghèo, bao gồm 27,50% những người có độ tuổi 18 và 25,70% là những người 65 tuổi hoặc già hơn.

## Thành phố và thị trấn
- Bear Grass
- Everetts
- Hamilton
- Hassell
- Jamesville
- Oak City
- Parmele
- Robersonville
- Williamston